# فيليب بينيل

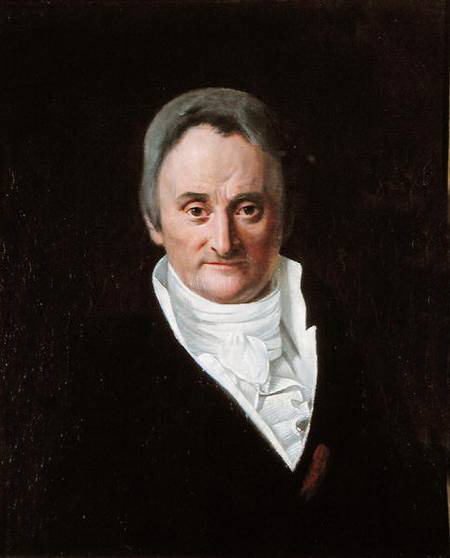
فيليب بينيل

فيليب بينيل (Philippe Pinel؛ جونكيير، 20 أبريل 1745 - باريس، 25 أكتوبر 1826) طبيب فرنسي كان له دور أساسي في تطور نهج أكثر إنسانية نفسياً في استضافة ورعاية المرضى النفسيين، يشار إليه اليوم بالعلاج المعنوي. كما قدم إسهامات ملحوظة في مجال تصنيف الاضطرابات العقلية، وقد وصفه البعض بأنه «أبو علم النفس الحديث».

## النشأة

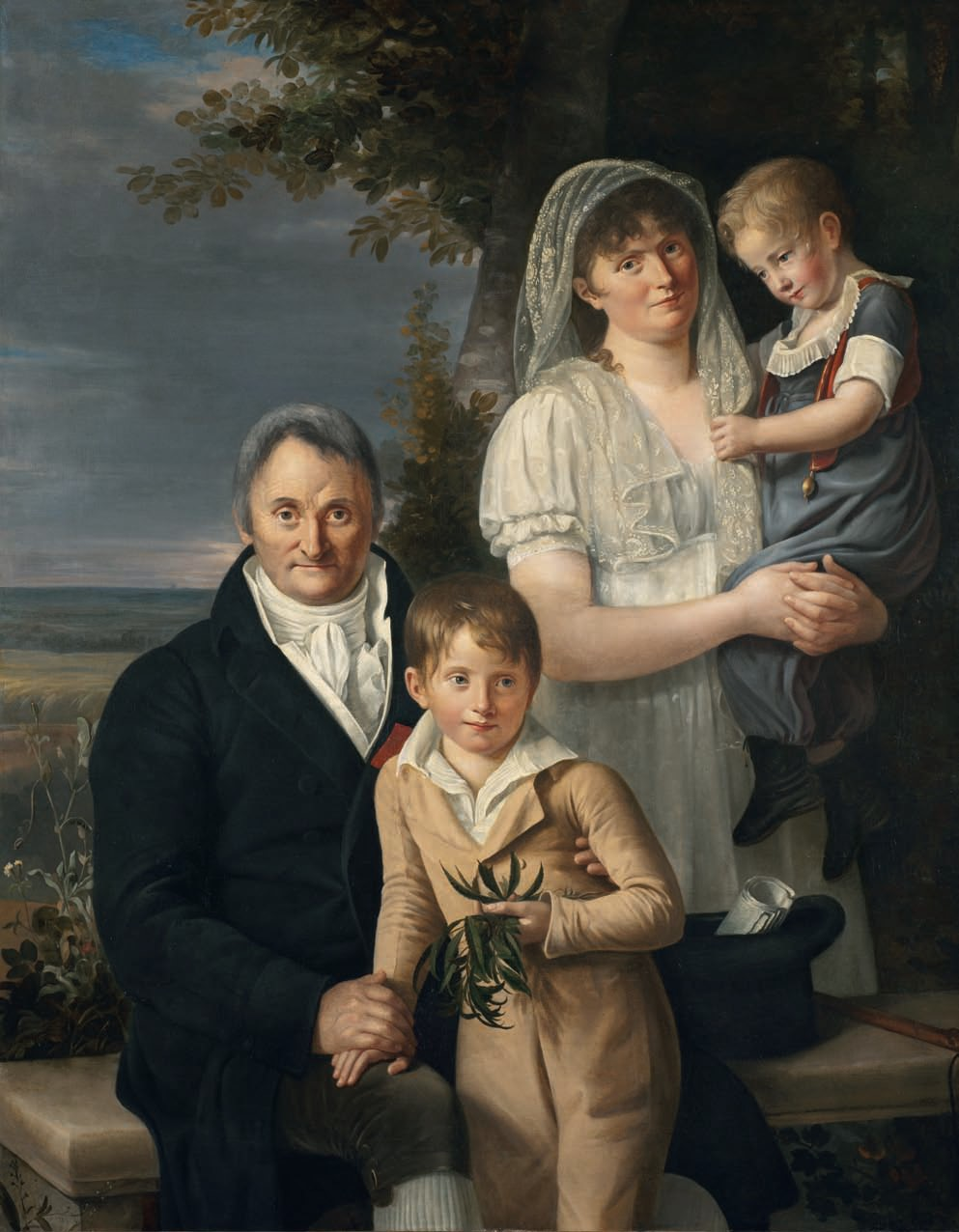
فيليب بينيل مع عائلته

ولد بينيل في تلال جونكيير، بإقليم تارن، فرنسا. كان ابناً وابن شقيق لطبيبين. بعد تخرجه من كلية الطب في تولوز، درس أربع سنوات إضافية في كلية الطب في مونبلييه. وصل إلى باريس عام 1778.
قضى خمسة عشر عاماً يكسب عيشه ككاتب ومترجم ومحرر لأن اللوائح المقيدة للنظام القديم منعته من مزاولة مهنة الطب. لم تعترف كلية باريس بشهادة جامعة محلية مثل تولوز. فشل مرتين في المنافسة التي تمنحه الأموال اللازمة لمواصلة دراسته. في المسابقة الثانية شددت لجنة التحكيم تواضعه «المؤلم» في جميع مجالات المعرفة الطبية، التقييم الذي يبدو متعارضاً بشكل صارخ مع إنجازاته الفكرية لاحقاً ولعله كان لدوافع سياسية. فكر بينيل المحبط بالهجرة إلى اميركا. سنة 1784 أصبح محرراً في «غازيت دو سانتيه» غير المرموقة للغاية، وهي أسبوعية من أربع صفحات.
في ذلك الوقت بدأ ينمي اهتماماً مكثفاً بدراسة المرض العقلي. وكان حافز شخصياً. فقد أصيب صديق ب«حزن العصبي» «تحول إلى هوس» أدى إلى الانتحار. ما اعتبره بينيل مأساة غير ضرورية نتيجة لسوء إدارة يبدو أنها سكنت تفكيره، قاده للبحث عن عمل في إحدى المصحات الخاصة المعروفة لعلاج الجنون في باريس. ظل هناك خمس سنوات قبل الثورة، فجمع ملاحظات عن الجنون، وبدأ في صياغة وجهات نظره بشأن طبيعته معالجته.
كان بينيل إيديولوجياً ملتزماً بالقس كوندياك. كما كان طبيباً يعتقد أن الحقيقة مستمدة من التجربة الطبية السريرية. وكان أبقراط مثله الأعلى.
خلال ثمانينات القرن الثامن عشر دُعي بينيل للانضمام إلى صالون مدام هلفتيوس. وكان بينيل متعاطفاً مع الثورة. بعد الثورة، بات الأصدقاء الذين التقاهم في صالون مدام هيلفيتيوس في السلطة. في أغسطس 1793 عـُين بينيل «طبيب المستوصفات» في مستشفى بيسيتر. وكان حينها يضم نحو أربعة آلاف من المجرمين ومن مرتكبي الجرائم الطفيفة، والمصابين بالزهري، والمتقاعدين، ونحو 200 مريضاً عقلياً. أمل رعاة بينيل أن يؤدي تعيينه إلى مبادرات علاجية. جعلت منه تجربته في المصحات الخاصة مرشحاً جيداً للحصول على الوظيفة.

## المنشورات
نشر بينيل في عام 1794 مقالته عن (مذكرات حول الجنون) والتي صُنفت حديثًا كنص أساسي في الطب النفسي الحديث. وجعل بينيل في هذا المقال حالة الدراسة النفسية الدقيقة للأفراد عبر الزمن، تشير إلى أن الجنون لا يكون متصلًا بشكل دائم، ويتطلب المزيد من ممارسات الدعم الإنساني. نشر بينيل في عام 1798 تصنيفًا موثقًا للأمراض في كتابه (التصنيف العلمي للأمراض الفلسفية أو منهج التحليل المطبق في الطب). وبالرغم من أنه يُعد واحدًا من المؤسسين للطب النفسي، فهذا الكتاب يضعه في مصاف آخر للمختصين الكبار بتصنيف الأمراض في القرن الثامن عشر. وبينما يظهر كتاب التصنيف اليوم عتيقًا جدًا، كان له انتشار كبير في عصره، إذ صدرت منه ست طبعات بين أول مرة وعام 1818. أقام بينيل تصنيفه للأمراض على أساس أفكار وليام كولن، إذ وظف نفس المصطلحات البيولوجية المستوحاة من أجناس وأنواع الاضطراب. ويمثل تصنيف بينيل للاضطراب العقلي، تبسيطًا للأمراض العصبية التي قدمها كولن، وصولًا إلى أربعة أنواع أساسية من الاضطراب العقلي وهي: المالنخوليا والهوس (الجنون) والخبل والعته. أضيفت تصنيفات لاحقة لأشكال من الجنون الجزئي، والتي تبدو فيها المشاعر فقط هي المصابة بدلًا من القدرة العقلية.
يُطلق على الاختلال العقلي الأول اسم المالنخوليا. وتوصف الأعراض بأنها عبارة عن قلة في الكلام، وتنفس مستغرق في العمق، وشكوك قاتمة وحب للعزلة.:136 تجدر الإشارة إلى تعرض تيبيروس ولويس الحادي عشر لتلك الحالة المزاجية. فكان لويس يعاني من عدم التوازن بين حالة المرارة والعاطفة، والكآبة وحب العزلة، وإخراج المواهب الفنية. وبالرغم من أن لويس وتيبيروس كانا متشابهين في أن كليهما كان مخادعًا ويخطط لرحلة وهمية لمواقع عسكرية. نُفي الاثنان، أحدهما إلى جزيرة رودس والآخر إلى مقاطعة بلجيكا.:137 يستغرق الأشخاص المصابين بالمالنخوليا غالبًا في فكرة واحدة تأخذ كل انتباههم ويركزون عليها، ويبقون متحفظين للعديد من السنين من ناحية، ويكبتون الصداقات والمودة، بينما على الجانب الآخر هناك البعض ممن يصدرون أحكامًا غير معقولة ويتغلبون على الحالة القاتمة.:141 يمكن للمالنخوليا أن تعبر عن نفسها في صور تقابلات قطبية. يتميز الأول بالشعور السامي بأهمية الذات والتوقعات غير الواقعية مثل كسب الثروات والسلطة. وتتميز الصورة الثانية باليأس العميق والاكتئاب الشديد. لا يُظهر الأفراد المصابين بالمالنخوليا بشكل عام سلوكيات عنيفة، بالرغم من أنهم قد يجدونه أمرًا خياليًا. يحدث الاكتئاب والقلق بشكل اعتيادي، بالإضافة إلى الكآبة المتكررة للشخصية. ويشير بينيل إلى إمكانية تفسير المالنخوليا من خلال الثُمالة والاختلال في بنية الجمجمة والأضرار التي تحدث فيها وحالة الجلد وأسباب نفسية متعددة مثل الكوارث المنزلية والتطرف الديني، والدورة الشهرية وانقطاعها في سن الإياس لدى المرأة.:204
يُطلق على الاختلال العقلي الثاني اسم الهوس، دون هذيان. ويُشخص على أنه جنون مستقل عن الاضطراب الذي يُضعف الملَكات الفكرية. وتوصف أعراضه بأنها سيئة وغير مطيعة.:150–151 وهناك حالة الميكانيكي المحتجز في مصحة بيسيت، بوصفها مثالًا على حدوث هذا النوع من أنواع الاختلال العقلي، إذ يعاني من هيجان عنيف من الغضب الجنوني. تألفت النوبات من إحساس حارق في منطقة البطن مصحوبًا بالعطش والإمساك. انتشرت الأعراض إلى مناطق الوجه والعنق والصدر. وعند وصوله لمنطقة الصدق، ازداد نبض الشرايين في تلك المناطق. كان المخ متأثرًا بشكل كبير، لكن بالرغم من ذلك كان المريض قادًرا على التفكير وربط أفكاره. واجه الميكانيكي ذات مرة، نوبة جنون في منزله، إذ نبه زوجته إلى الفرار لتتجنب الموت. وتعرض أيضًا لنفس حالة الغضب الدورية وهو في المصحة وهاجم المدير.:152–153 وتعد السمة المحددة للهوس دون هذيان إمكانية أن يكون إما دائمًا أو متقطعًا. لا يوجد مع ذلك تغير كبير في وظائف الإدراك المعرفي للمخ؛ الأفكار السيئة عن الغضب فقط، والميل الأعمى للسلوكيات العنيفة.:156

## التأثير
يُنظر بشكل عام إلى بينيل بوصفه الطبيب الذي حول مفهوم (المجنون) أكثر من أي شخص آخر، إلى مفهوم (المريض) الذي يحتاج إلى الرعاية والتفهم، وبذلك يتأسس مجال يُطلق عليه في خاتمة المطاف الطب النفسي. ويشمل تراث بينيل على تحسين أحوال المصحة؛ مناهج العلاج النفسي على نطاق واسع (بما في ذلك البيئة العلاجية) وتاريخ الحالة وعلم وصف أعراض الأمراض، والتقييم العددي واسع النطاق لمسارات الاستجابة للمرض والعلاج وتسجيل البيانات السريرية.
أتت أعمال بينيل في سياق عصر التنوير، وكان هناك عدد من الأطباء الآخرين الذين أصلحوا المصحات أيضًا من المنطلق الإنساني مثل مستشفى سانت جاك. هناك على سبيل المثال فنشنزو كياروجي في إيطاليا في ثمانينيات القرن الثامن عشر، إذ أزال السلاسل الحديدية من المرضى، لكنه لم يحظ بنفس الشهرة التي نالها بينيل على الإنسانية الأكثر وضوحًا، خاصة في فرنسا الثورية أواخر القرن الثامن عشر. سمح جوزيف داكوين في شامبيري بفرنسا، أن يتحرك المرضى بحرية، ونشر كتابَا في عام 1791 يحث فيه على إصلاحات إنسانية، وأهدى الطبعة الثانية في عام 1804 إلى بينيل. وأصبحت الحركة كلها معروفة بوصفها علاج أخلاق أو إدارة أخلاقية، وأثرت على تطور المصحة والمناهج النفسية في جميع أنحاء العالم الغربي.[بحاجة لمصدر]

## روابط خارجية
- فيليب بينيل على موقع الموسوعة البريطانية (الإنجليزية)
- فيليب بينيل على موقع إن إن دي بي (الإنجليزية)